# Clásica de Fusagasugá 2012
La 17ª edición de la Clásica de Fusagasugá, fue disputada desde el 15 al 17 de marzo de 2012. Se corrieron las categorías Élite y Sub-23.
Esta clásica es una de las competencias más tradicionales del departamento de Cundinamarca, hace parte del calendario ciclístico nacional de Colombia.
Comenzó con la etapa Tocaima-Fusagasugá, sobre 132km; al día siguiente se corrió la etapa de 129,5km Fusagasugá-Alto de Romeral y finalizó el 17 de marzo con una contrarreloj de 19,7km entre Arbeláez y Fusagasugá.
El vencedor de la clasificación general fue Rafael Infantino del equipo EPM-UNE, quién asumió el liderato después de ganar la segunda etapa. Fue seguido en el podio por sus coequiperos Edwin Carvajal e Isaac Bolívar, quien además fue el mejor Sub-23.

## Equipos participantes
Fueron en total 14 equipos los que tomaron parte de la carrera: 2 de categoría Continental y 12 equipos amateur
- EPM-UNE
- Movistar Team Continental
- EPM-UNE Sub-23
- Jesucristo, Esperanza de vida
- Formesan-IDRD-Pinturas Bler "A"
- Formesan-IDRD-Pinturas Bler "B"
- Noé Parra-Gigrat-Potosí
- Instituto de Deportes de Zipaquirá
- Big Cola
- Club Ciclo Ases
- Multirepuestos Bosa-Soacha
- Muebles Elegant House
- Corptama
- IMRD Chía
- Club Espía Fusagasugá
- Cal Kathe-E Shalom-N Roni

## Etapas
| Etapa | Fecha       | Recorrido                  | Km       | Ganador          | Líder            |
| 1     | 15 de marzo | Tocaima-Fusagasugá         | 132      | Edwin Carvajal   | Edwin Carvajal   |
| 2     | 16 de marzo | Fusagasugá-Alto de Romeral | 129,5    | Rafael Infantino | Rafael Infantino |
| 3     | 17 de marzo | Arbeláez-Fusagasugá        | 19,7 CRI | Rafael Infantino | Rafael Infantino |

## Clasificación general final
| Posición | Ciclista             | Equipo                       | Tiempo   |
| -------- | -------------------- | ---------------------------- | -------- |
|          | Rafael Infantino     | EPM-UNE                      |          |
| 2        | Edwin Carvajal       | EPM-UNE                      | + 2'00"  |
| 3        | Isaac Bolívar        | EPM-UNE                      | + 3'01"  |
| 4        | Óscar Pachón         | Jesucristo-Esperanza de Vida | + 4'01"  |
| 5        | Francisco Colorado   | EPM-UNE                      | + 5'15"  |
| 6        | Mauricio Ortega      | EPM-UNE                      | + 5'54"  |
| 7        | Freddy Montaña       | Movistar                     | + 6'42"  |
| 8        | Jáder Betancourt     | Movistar                     | + 12'01" |
| 9        | Víctor Hugo González | Formesan-IDRD-Pinturas Bler  | + 12'43" |
| 10       | Daniel Rozo          | Elegant House                | + 13'23" |

## Evolución de las clasificaciones
| Etapa (Vencedor)            | Clasificación general | Clasificación metas volantes | Clasificación de la montaña | Clasificación de los jóvenes | Clasificación de la regularidad | Clasificación por equipos |
| --------------------------- | --------------------- | ---------------------------- | --------------------------- | ---------------------------- | ------------------------------- | ------------------------- |
| 1ª etapa (Edwin Carvajal)   | Edwin Carvajal        | Óscar Pachón                 | Edwin Carvajal              | Isaac Bolívar                | Edwin Carvajal                  | EPM-UNE                   |
| 2ª etapa (Rafael Infantino) | Rafael Infantino      | Óscar Pachón                 | Edwin Carvajal              | Isaac Bolívar                | Rafael Infantino                | EPM-UNE                   |
| 3ª etapa (Rafael Infantino) | Rafael Infantino      | Óscar Pachón                 | Edwin Carvajal              | Isaac Bolívar                | Rafael Infantino                | EPM-UNE                   |
| Final                       | Rafael Infantino      | Oscar Pachón                 | Edwin Carvajal              | Isaac Bolívar                | Rafael Infantino                | EPM-UNE                   |